# 陆致仁
陆致仁，马来西亚政治人物，行动党党员，前霹雳州议会肯巴央议员。2008年大选，代表民主行动党参加并赢得霹雳肯巴央州议席。